# Budens
Budens é uma povoação portuguesa sede da Freguesia de Budens do Município de Vila do Bispo, freguesia com 45,69 km² de área e 1857 habitantes (censo de 2021), tendo, por isso, uma densidade populacional de 40,6 hab./km², o que lhe permite ser classificada como uma Área de Baixa Densidade (portaria 1467-A/2001).
É uma das freguesias abrangidas pelo Parque Natural do Sudoeste Alentejano e Costa Vicentina.

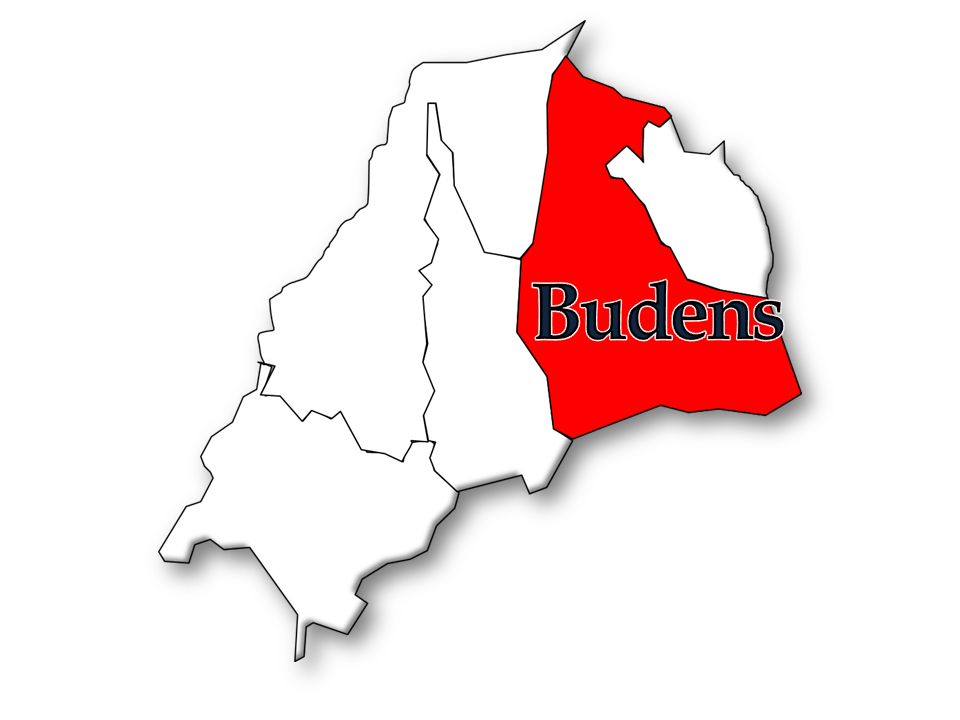
Localização da Freguesia de Budens no Município de Vila do Bispo

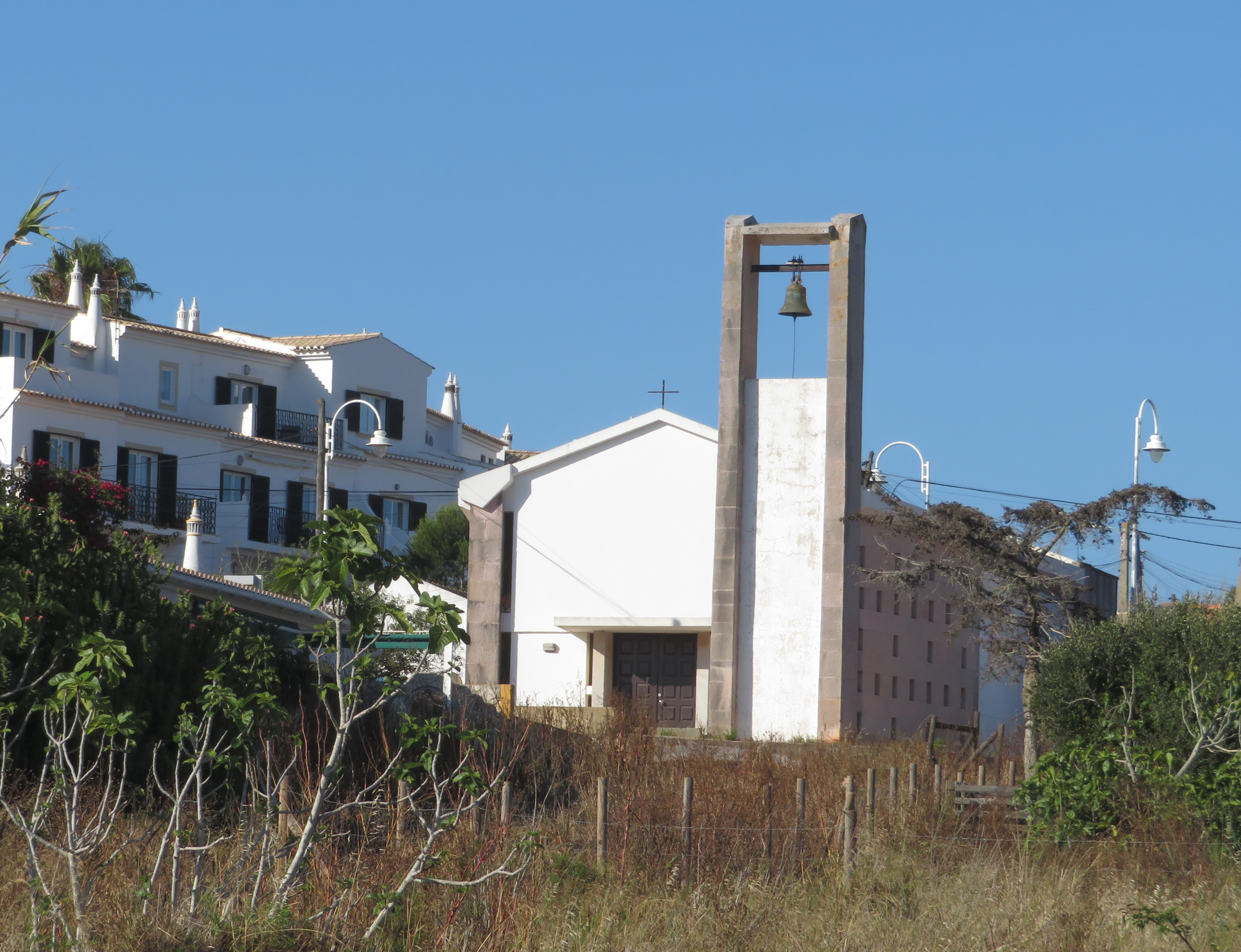
Igreja de Nossa Senhora de Fátima em Figueira

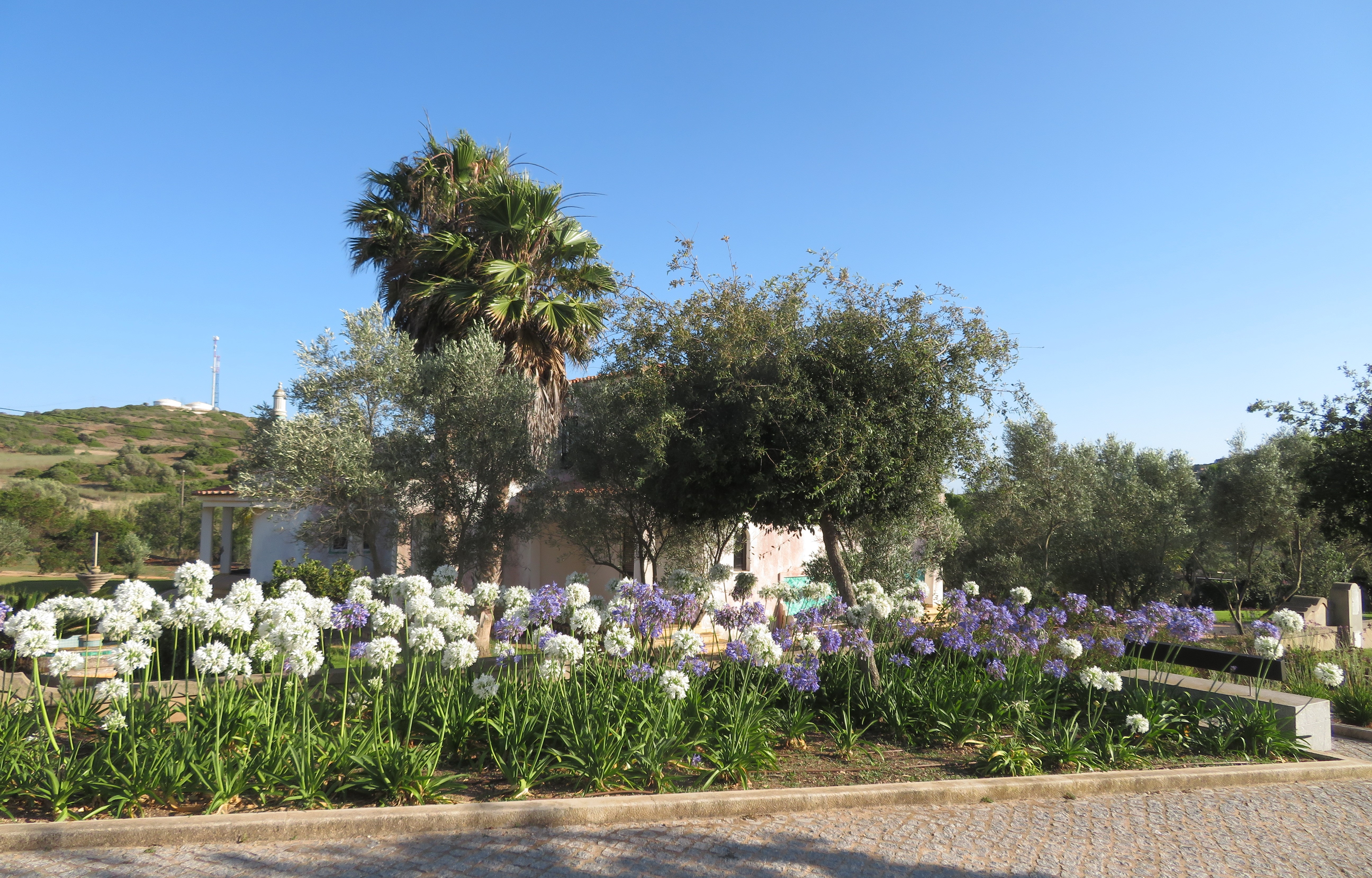
Jardim no centro de Figueira

## Demografia
A população registada nos censos foi:
| Ano  | 0-14 Anos | 15-24 Anos | 25-64 Anos | > 65 Anos |
| 2001 | 220       | 162        | 808        | 383       |
| 2011 | 164       | 142        | 816        | 398       |
| 2021 | 257       | 119        | 920        | 561       |

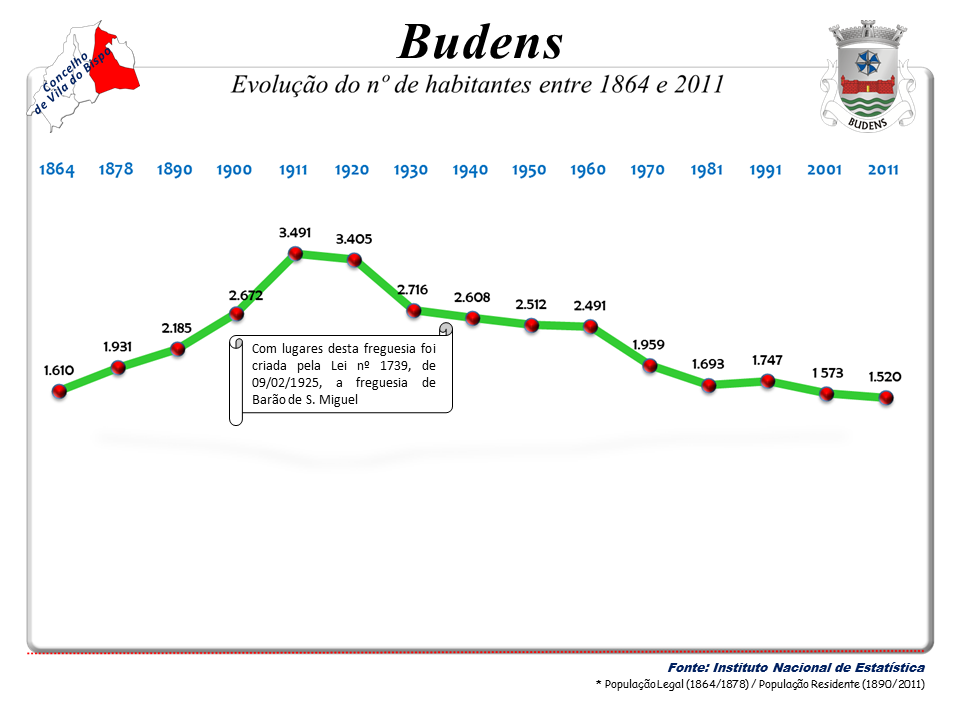
Evolução da População 1864 / 2011

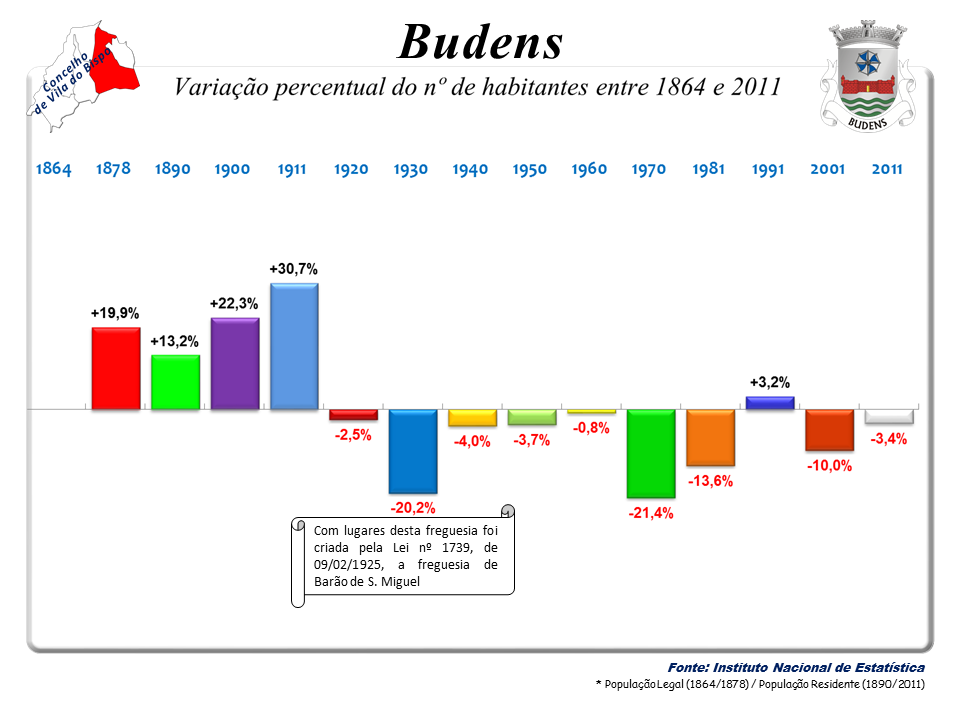
Variação da População 1864 / 2011

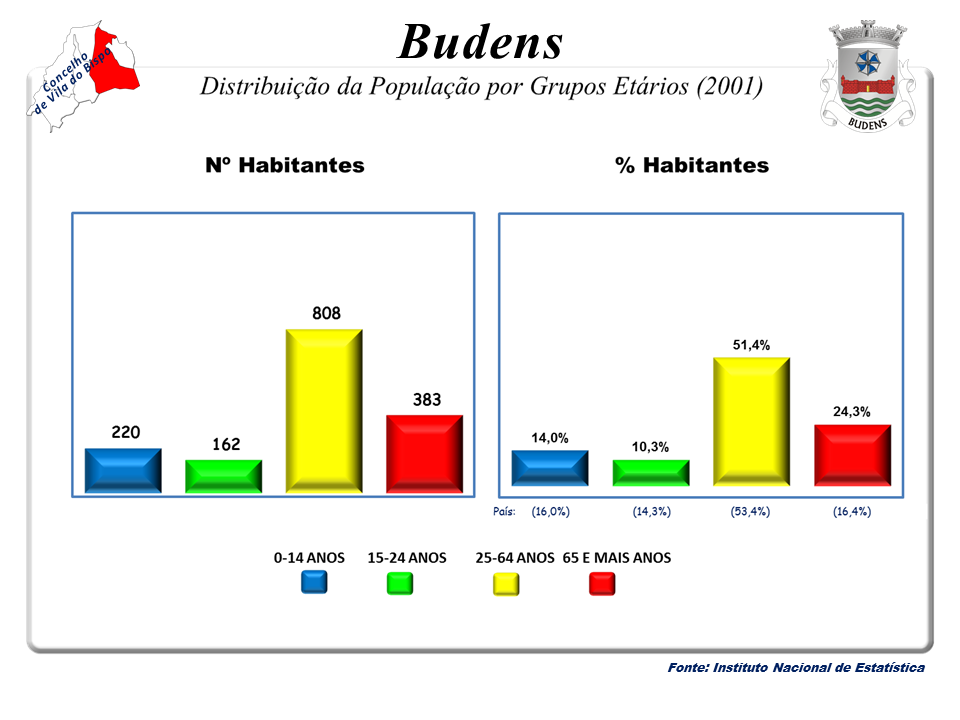
A População em 2001

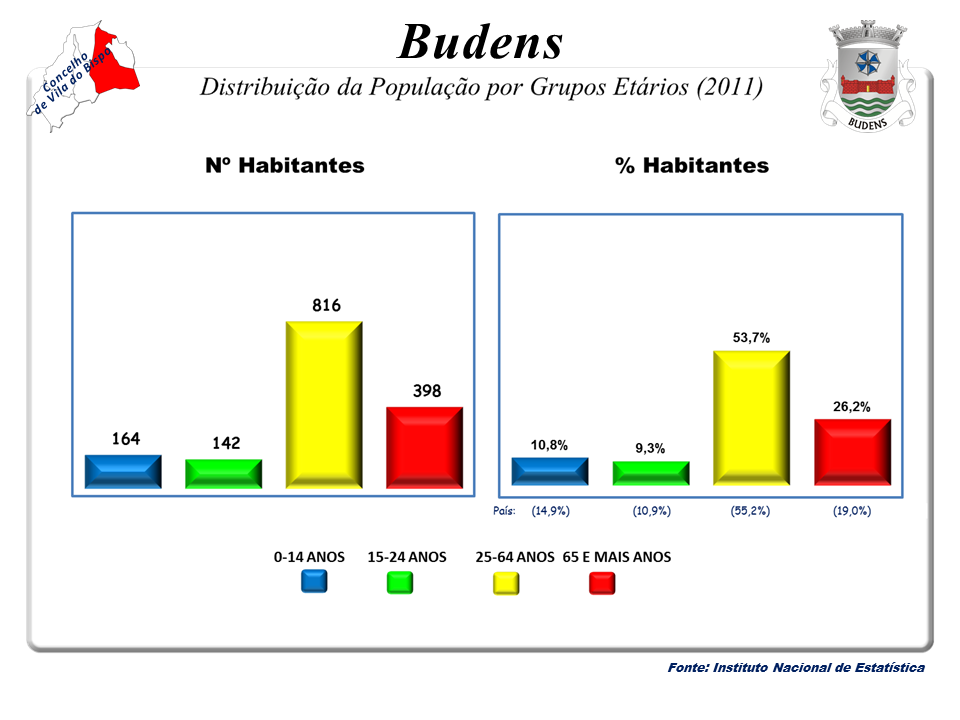
A População em 2011

Com lugares desta freguesia foi criada pela Lei nº 1739, de 09/02/1925, a freguesia de Barão de S. Miguel

## Património
- Capela de Santo António
- Estação arqueológica de Vale Boi
- Forte de Burgau
- Forte da Boca do Rio ou Forte de São Luís de Almádena
- Forte de Vera Cruz
- Igreja de Nossa Senhora de Fátima
- Ruínas lusitano-romanas da Boca do Rio